# Adrian Koerbagh
Adrian Koerbagh (Amsterdam, 1633 – Amsterdam, 1669) è stato un giurista e filosofo olandese noto per la sua critica della religione e della moralità convenzionale.
La sua morte prematura influenzò e ispirò il Trattato teologico-politico dell'amico Baruch Spinoza.

## Biografia
Dal 1653 al 1656 Adrian Koerbagh studiò all’Università di Utrecht e poi a quella di Leida, laureandosi in medicina e giurisprudenza.
Fu senza dubbio una delle figure più radicali del Secolo d'oro olandese, anticipando per molti aspetti l’Illuminismo. Fu a Leida che conobbe Baruch Spinoza, nato il suo stesso anno, e la sua cerchia di amici, tra cui Franciscus van den Enden e Lodewijk Meyer. Insieme a Koerbagh essi appartengono a un gruppo di libertini laici e cartesiani radicali, 
che non hanno mai invocato seriamente la Divina provvidenza, la Rivelazione o la luce d'ispirazione divina. Privi di una vera e propria metodologia teologica, talora sposarono posizioni sociniane.
Koerbagh acquisì la reputazione di un libero pensatore che denunciava le ingerenze della Chiesa nelle questioni di Stato. Asserì che la Bibbia e i dogmi religiosi come la Trinità o la natura divina di Cristo erano prodotti dell’ingegno umano. Assieme a Spinoza difese una forma di panteismo (Deus sive Natura) secondo cui nulla esiste al di fuori del mondo naturale, negando quindi la trascendenza di Dio. Le scienze naturali divennero così la vera teologia. Spingendosi più in là di Spinoza, giunse ad affermare che la religione è irrazionale e mantiene la sua posizione solo attraverso l'inganno e la violenza.
Era convinto che tutti potessero raggiungere la sapienza col solo lume della ragione naturale. Scriveva in olandese e non in latino proprio per poter essere compreso dal grande pubblico.
Sotto lo pseudonimo di Vreederijk Waarmond, nel 1664 pubblicò il Nieuw Woorden-Boeck der Regten (Il nuovo dizionario dei diritti) e nel 1668 Een Bloemhof van allerley lieflijkheyd (Un giardino fiorito di tutte le delizie). Il libro si presentava come un'esposizione di vari termini di origine straniera, ma destò un’opposizione religiosa che, per non essere estradato, lo costrinse a fuggire a Culemborg, comune autonomo vicino a Utrecht, e poi a Leida.
La polemica con la Chiesa Riformata dei Paesi Bassi proseguì con la terza opera, intitolata Een Ligt schynende in duystere plaatsen, om te verligten de voornaamste saaken der Godsgeleerdtheyd en Godsdienst (Una luce che illumina l'oscurità per illuminare questioni di teologia e religione, del 1668). Al ritorno a Leida fu tradito dal suo tipografo, che era venuto a conoscenza del contenuto dell'opera. Fu tratto in arresto dalle autorità insieme a suo fratello Johannes.
Riconosciuto colpevole di blasfemia, nel 1668 Adriaan Koerbagh fu condannato a dieci anni di reclusione e lavori forzati nel carcere di Amsterdam e a una multa di 4.000 fiorini, cui sarebbe seguito l'esilio al termine della pena. Pochi mesi dopo, morì nelle carceri di Rasphuis, nell’ottobre 1669, all'età di 37 anni. Le sue pubblicazioni furono in gran parte distrutte dalle autorità della Repubblica delle Province Unite. Rilasciato per mancanza di prove, suo fratello Johannes morì tre anni dopo, nel 1672.
Koerbagh aveva dimostrato che la tolleranza della Repubblica delle Province Unite, per quanto grande rispetto ad altri Paesi dell'epoca, non era certo illimitata. L'anno dopo la sua morte prematura, l’amico Spinoza diede alle stampe il Trattato teologico-politico, un libro in difesa della libertà di espressione.

## Opere
- Nieuw-woordenboek der Regten Archiviato il 13 aprile 2016 in Internet Archive. (Le Nouveau dictionnaire des droits), 1664
- Een Bloemhof van allerley lieflijkheyd sonder verdriet Archiviato il 13 aprile 2016 in Internet Archive. (Un Jardin floral de tous les délices), 1668
- Een ligt Schijnende in Duystere Plaatsen, om te verligten de voornaamste saaken der Godsgeleerdtheyd en Godsdienst Archiviato il 1º luglio 2016 in Internet Archive., 1668, ristampato nel 1974